# Précy
Précy é uma comuna francesa na região administrativa do Centro, no departamento Cher. Estende-se por uma área de 14,33 km². Em 2010 a comuna tinha 348 habitantes (densidade: 24,3 hab./km²).